# Буранов, Игорь Юрьевич
Игорь Юрьевич Буранов (род. 12 августа 1986, г. Киев, Украинская ССР) — украинский юрист и правоохранитель, общественный деятель, исполнительный директор украинской социальной антибуллинговой общественной организации «Мои безопасные друзья» («My safety friends»), медиа эксперт в сфере защиты прав детей и противодействия травле в образовательной среде.

## Происхождение и обучение
Игорь Буранов родился 12 августа 1986 года в Киеве в семье военнослужащего. В 2003 году окончил среднюю общеобразовательную школу № 316 (г. Киев, Украина). После окончания школы поступил в Киевский национальный университет внутренних дел по специальности «правоохранительная деятельность», который закончил в 2007 году получив диплом с отличием. В 2010 году окончил Киевский национальный торгово-экономический университет по специальности «экономика предприятия», а в 2019 году — Национальная академия внутренних дел по специальности «публичное управление и администрирование». Является выпускником Киевской школы государственного управления имени Сергея Нижнего.

## Карьера
С 2007 проходит службу в органах внутренних дел Украины. В частности в подразделениях оперативной службы, государственной службы по борьбе с экономической преступностью, диспетчерской службы «102», ювенальной полиции .

## Образовательная и общественная деятельность
Игорь Буранов является автором проекта создания мобильного приложения для детей по противодействию буллингу под названием «My safety friends» (Мои безопасные друзья) — это чат с психологом (в том числе анонимный), который поможет ребёнку и его законному представителю (опикуну) решить проблему буллинга на законодательном уровне. Проект находится на стадии разработки и согласования с органами государственной власти, общественностью и на обсуждении в социальных сетях Facebook, Instagram и Telegram под названием «My safety friends».
«Главная цель моего проекта — донести до сознания каждого, что буллинг — это плохо и сегодня есть современные способы как его упреждения и преодоления. Для этого мы не только проводим различные мероприятия, но и работаем над созданием мобильного приложения. В нём будет анонимный чат с психологом для тех, кто столкнулся с этой проблемой», рассказал Игорь Буранов. Подробно о своём проекте Игорь Буранов рассказал в своём интервью журналу «Время первых» .
20 мая 2021 года в Киеве Игорь Буранов организовал Всеукраинский форум "Против#действий буллинга! Кто мой Безопасный друг? " . Событие стало площадкой для диалога о проблемах буллинга в учебных заведениях и способах их преодолении. Мероприятие прошло с участием профильных министерств и ведомств, уполномоченных представителей органов государственной власти и местного самоуправления, учебных заведений и общественности.
В 2021 году Игорь Буранов основал Общественную организацию "Всеукраинское объединение противодействия буллингу! «Мои безопасные друзья» (код ЕГРПОУ 44187978) и стал её исполнительным директором .
Юрист Игорь Буранов в основе своей практики и дела жизни руководствуется принципом «дети должны быть защищены чего бы это ни стоило. Права детей на законодательном уровне имеют более высокую степень защиты, чем взрослые. Главное правило — не молчать, а всегда давать максимальную огласку несправедливости и буллингу».
Игорь Буранов является основателем знаков торговых марок в Украине " My safety friends " и " MSF ".
29 ноября 2021 на торжественной церемонии награждения лауреатов ежегодной Всеукраинской бизнес премии CABINET BOSS TOP-50 получил номинацию «Социальный деятель года» за свою активную деятельность в сфере противодействия буллингу и инновациям для преодоления этого негативного латентного явления. Награду он получал вместе со своей дочерью Дианой.

## Политическая карьера
В 2020 году Игорь Буранов баллотировался на местных выборах депутатов в Киевский городской совет от политической партии «Голос» (внепартийный).

## Семья
Женат и имеет дочь Диану.